# Gratzenbach (Rettenbach)
Der Gratzenbach ist ein Nebenfluss des Rettenbaches in der mittleren Koralpe in der Weststeiermark in Österreich.

## Lage
Die Quellen des Baches liegen in einem Felssturzgebiet am Südhang des Schwarzkogels. Es handelt sich um einen Wildbach mit starkem Gefälle. Das tief eingeschnittene Tal des Gratzenbaches wurde auch als Schwarzkogelgraben bezeichnet.
Der Gratzenbach liegt im Gebiet von Rettenbach in der Stadtgemeinde Deutschlandsberg.
Der Name des Baches leitet sich vom Bauernhof „Gratzen“ ab, auf dessen Grund er entspringt. Er ist der einzige Bach der Ortschaft Rettenbach, der einem Bauernhof zuzuordnen ist und für den ein konkreter Name verwendet wird.

## Gratzenmühle

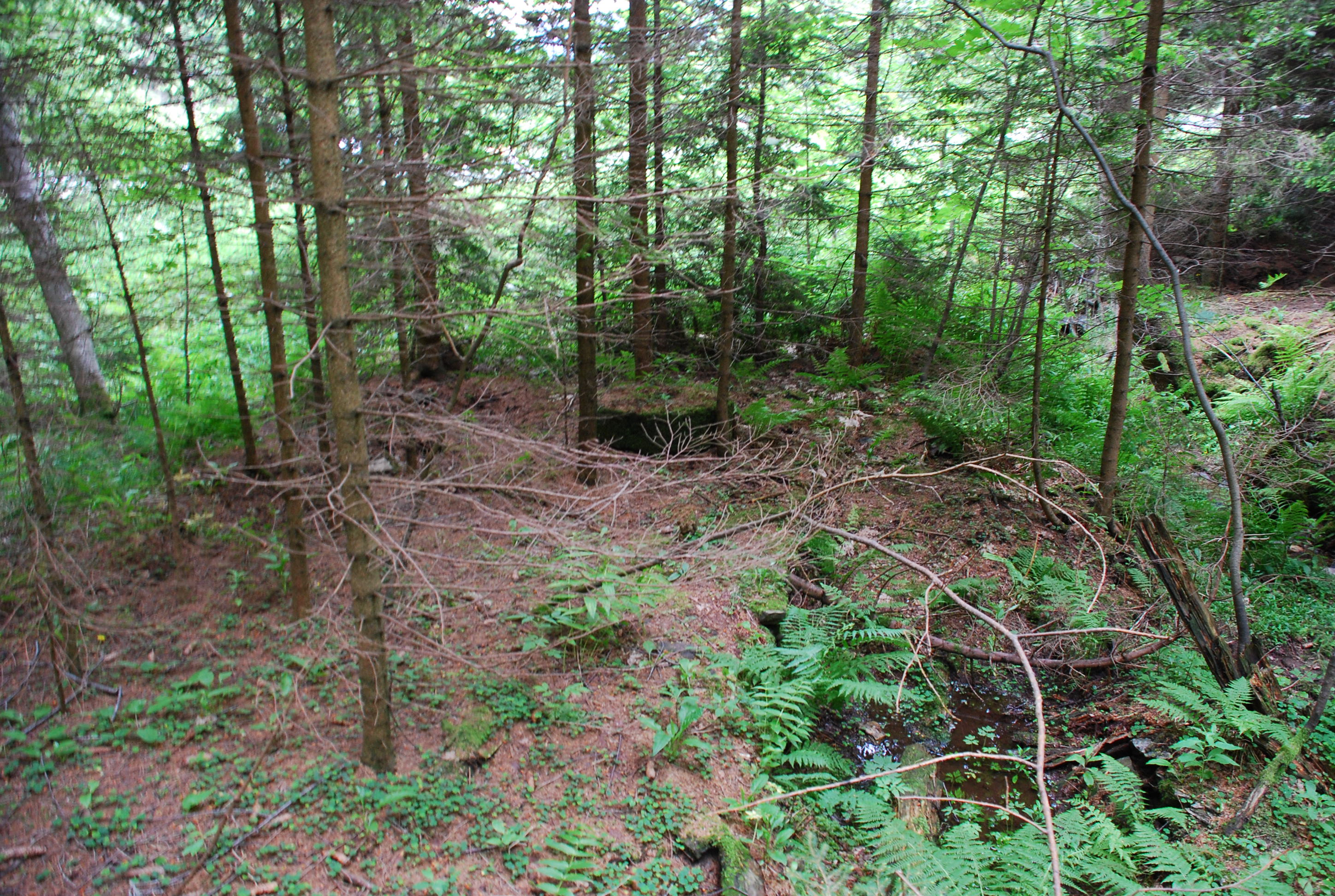
Von der Mühle am Gratzenbach sind nur ein Mühlstein und der Mühlgang (re.) geblieben

Die Wasserführung des Baches reichte aus, um eine kleine Mühle mit oberschlächtigem Mühlrad zu treiben.
Diese Mühle lag am Beginn der Straßensteigung vor dem Bauernhof vlg. Gratzen. Sie war bis etwa 1960 in Betrieb.
Am Hang hinter der Mühle stand ein „Schwell“ zur Verfügung: Dabei handelt es sich um Wasser, das hinter einem kleinen Erddamm gestaut wird, um einen Wasserschwall
zu erzeugen, der das Mühlrad in Bewegung versetzen kann. Die Mühle wurde von den Bewohnern des Bauernhofes nach Bedarf in Betrieb genommen, einen eigenen Müller gab es nicht.
Die Mühle ist mit einer Sage verknüpft:
Ein nächtens in der Mühle arbeitender Bauer soll zunächst durch unregelmäßigen Lauf des Mühlrades trotz gleichmäßiger Wasserzufuhr aufgeschreckt worden sein, entsprechende Kontrollen zeigten keine Auffälligkeiten. Später soll die Tür zum Ruheraum der Mühle aufgegangen und eine schwarze Gestalt unter das Bett des Ruhenden gekollert sein. Dieser flüchtete Richtung Hof, wobei ihm die Gestalt auf den Fersen geblieben sein soll.
Nach diesem Vorfall wurde in einer Birkengruppe ca. 20 m westlich der Mühle ein Bildbaum mit Gebetsstuhl errichtet.
Diese Erinnerungsstätte bestand bis circa 1960.

## Flora und Fauna
Der Gratzenbach liegt nahezu vollständig in Waldgebiet (hauptsächlich Fichten, seltener Ahorne, Eschen und Birken). Einzelne Grünflächen des Einzugsgebietes dienen der Grünlandwirtschaft und als Viehweide.
Am Wasser leben Libellen und Köcherfliegen. Deren Larven sind ein verlässlicher Indikator der Wasserqualität, sie kommen nur in Gewässern mit guter bis sehr guter Wasserqualität vor.

## Geologie
Der Lauf des Gratzenbaches liegt in Plattengneis (Koralmkristallin). Am Unterlauf durchschneidet der tief eingeschnittene Bach einen kleinen Bereich, in dem das Gestein sichtbar wird, welches unter dem Plattengneis liegt (geologisches Fenster). Dieses Gestein ist in der geologischen Karte als Amphibolit dargestellt.
Es wurde auch als Glimmerquarzit bezeichnet. Diese Stelle hat dazu beigetragen, die geologische Situation der Gesteinsschichten am Oberlauf der Laßnitz zu erklären.
Eine Untersuchung über die Geschiebeverhältnisse der Laßnitz behandelt auch den Einfluss des Gratzenbaches (Schwarzkogelgrabens) auf die Geschiebe im Lauf der Laßnitz.

## Wasserqualität und Nutzung
Die Wassergüte liegt bei Güteklasse I (unbelastet, praktisch Trinkwasserqualität).

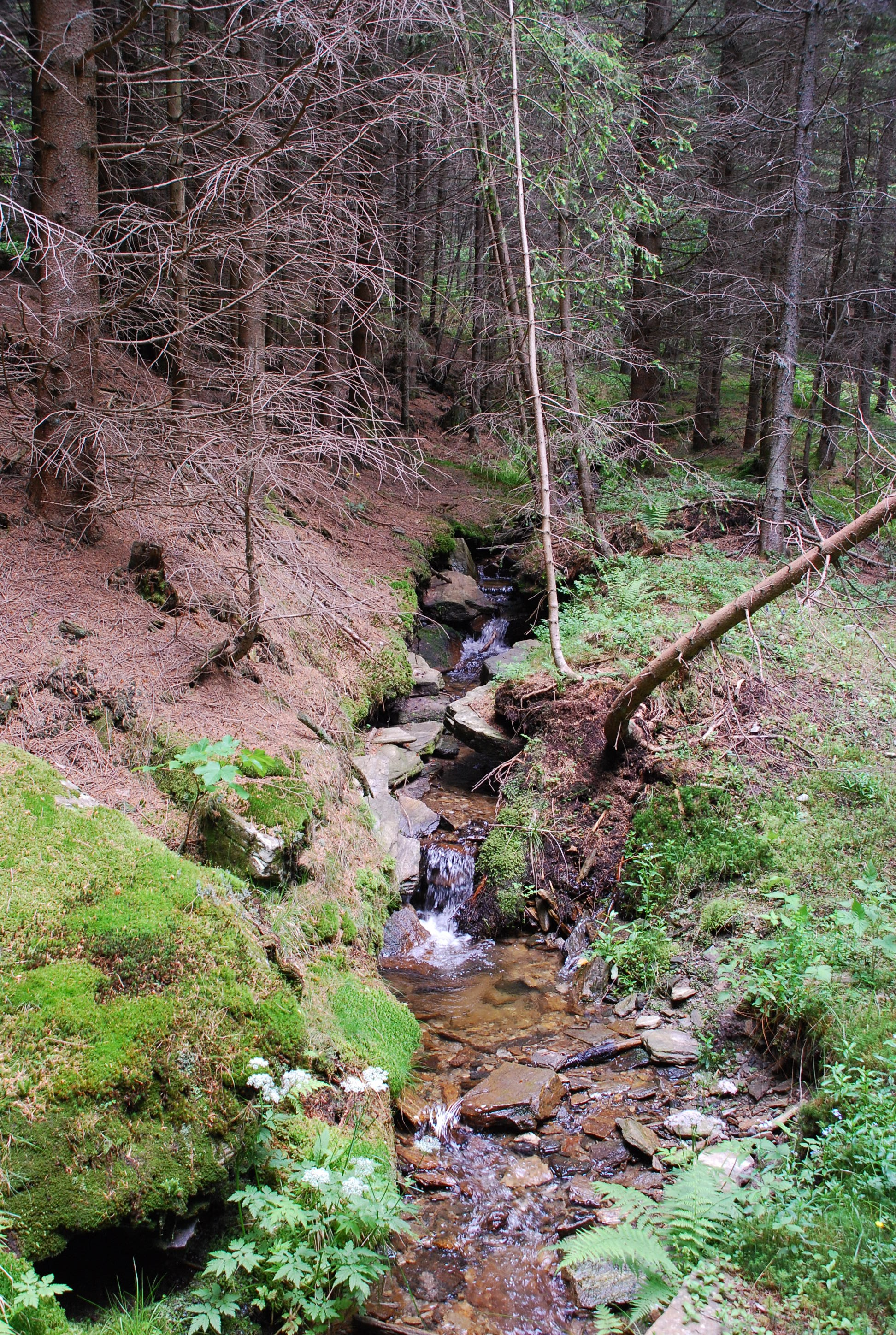
Oberlauf des Gratzenbaches, ehem. Trinkwasserversorgung

Die Wasserhärte ist gering (Bereich 1–2 - weiches Wasser).
Das Wasser des Baches wurde mehrfach abgeleitet, um angrenzende Bauernhöfe und Grundstücke zu versorgen:
- Eine Wasserleitung aus dem Oberlauf versorgte den Bauernhof vlg. Zachthoma.
- Eine weitere Ableitung im Oberlauf bildete bis circa 1965 die Trinkwasserversorgung des Bauernhofes Gratzen. Sie war bis dahin über Teilstrecken ein offen fließender Wasserlauf und wurde erst danach durch eine Quellfassung ersetzt.
- Eine dritte Ableitung, die rechts unterhalb der Brücke der Hebalmstraße abzweigte, speiste die Viehtränke der Weideflächen im südlichen Teil des Bauernhofes Gratzen.

Die Trassen der alten Ableitungen sind noch als schmale Stufen im Gelände erkennbar.